# HD 129932
HD 129932，又名CD-51 8461，SAO 241995、HR 5498，是一颗恒星，视星等为6.07，位于銀經320.31，銀緯6.72，其B1900.0坐标为赤經14h 40m 13.1s，赤緯-51° 6.72′ 4″。